# Helena Ferrer i Mallol
Helena Ferrer i Mallol (Llançà, Alt Empordà, 19 d'abril de 1937) és una matemàtica i política catalana resident a Barcelona, diputada al Parlament de Catalunya en la Primera Legislatura.

## Biografia
El 1960 es llicencià en ciències matemàtiques per la Universitat de Barcelona. Simultàniament, va estudiar francès, anglès i alemany a l'Escola d'Idiomes Moderns de la Universitat de Barcelona. De 1960 a 1965 fou calculista de la Secció d'Antropobiologia del Departament de Barcelona de l'Institut «Bernardino de Sahagún» del Consell Superior d'Investigacions Científiques. Ha estat vinculada a l'Institut de batxillerat Verdaguer, on ha estat professora no numerària i agregada de matemàtiques des de 1960, i directora tècnica de la Secció filial
núm. 3 de 1963 a 1966; de 1969 a 1975 fou vicesecretària encarregada de la gestió econòmica de l'Institut Joan d'Àustria de Barcelona; de 1976 a 1978 secretària de l'Institut Maragall de Barcelona i el 1979-1980 Vice-directora de l'Institut de Bellpuig (Urgell).
Durant el franquisme fou militant del Front Nacional de Catalunya, i del 1977 al 1983 fou degana del Col·legi Oficial de Doctors i Llicenciats en Filosofia i Lletres i en Ciències de Catalunya amb una candidatura progressista que tenia el suport d'Octavi Fullat i Genís i Eulàlia Vintró i Castells i que oposà a la continuista de Borja de Riquer. Com a degana ha estat membre de la Comissió de política educativa de l'Ajuntament de Barcelona (1977-79), de la Comissió assessora per a l'ensenyament del català, (1978), de la Comissió de BUP, COU i FP, creades pel Director General d'Ensenyament de la Generalitat (1978), i de la Comissió avaluadora de BUP, creada per la Comissió Permanent Ministeri d'Educació i Ciència-Generalitat de Catalunya (curs 1978-79). El 1982-1983 fou membre del Patronat de la Universitat de Barcelona, en representació dels col·legis professionals.
Militant de Convergència Democràtica de Catalunya des de 1980, fou escollida diputada per la circumscripció de Barcelona a les eleccions al Parlament de Catalunya de 1980 a les llistes de Convergència i Unió. El 1985 fou nomenada cap del servei d'Universitats de la Direcció General d'Ensenyament Universitari. Actualment és assessora de l'IPECC, membre del consell assessor de l'Institut d'Estudis Humanístics Miquel Coll i Alentorn, està adherida al Tercer Congrés Catalanista i col·labora amb el Centre d'Agermanament Occitano-Català. També és membre d'Òmnium Cultural, del Centre Excursionista de Catalunya, de la Fundació Congrés de Cultura Catalana), Amics de Joan Ballester i Canals i d'Acció Cultural del País Valencià.

## Obres
- El món universitari a Catalunya (1987) dossier
- Aportacions al programa d'instrucció pública de la Generalitat de Catalunya (1977)
- Estructura de l'ensenyament a Catalunya. Propostes i vies d'acció per al període dels 11 als 18 anys (1978), en col·laboració amb altres membres del Consell Català d'Ensenyament.